# Kamienica przy ulicy Piekary 25 w Toruniu
Kamienica przy ulicy Piekary 25 w Toruniu – gotycki budynek, przebudowany w XIX wieku. Obiekt znajduje się w gminnej ewidencji zabytków (nr 78), a jego fasada w rejestrze zabytków (nr 110 z 10 października 1929).  